# Heritage Guitar
Heritage Guitar è un'azienda statunitense, costruttrice di chitarre, di Kalamazoo, Michigan.

## Storia
La Heritage Guitar Inc. è stata fondata il 1º aprile del 1985 ed è una delle più importanti compagnie produttrici di chitarre al mondo.
L'idea di creare il prodotto "Heritage Guitar" nacque quando la Gibson Guitar Corporation chiuse il suo stabilimento di Kalamazoo, Michigan nel settembre del 1984 e spostò tutta la sua produzione nello stabilimento di Nashville, Tennessee (già attivo dal 1975). Molti dei dipendenti dello stabilimento di Kalamazoo non volevano trasferirsi a Nashville, dato che avevano trascorso molto tempo lì con le loro famiglie. Fu così che 3 ex dipendenti, Jim Deurloo, Marvin Lamb e JP Moats, decisero di dar vita ad un nuovo marchio di chitarre.